# Амар IV
Амар IV ульд Мухтар бен Шеркі уль Алі (араб. أعمر ولد المختار ولد الشرغي ولد إعل شنظورة; д/н — 1827) — 12-й емір Трарзи в 1805—1827 роках. Засновник молодшної гілки династії, відомої таколь як ульд-аль-шеркі.

## Життєпис
Походив з арабської династії ульд-ахмед ібн даман. Онук еміра Алі I і син Шаркі. Про молоді роки обмаль відомостей. 1800 року призначено регентом при молодому емірові Мухаммаді II. Доволі швидко Амар подарунками і посадами залучив на свій бік наймогутніших шейхів та військовиків держави.
1804 року відмовився повернути владу еміру, а 1805 року оголосив себе еміром Амаром IV. З цього почалася боротьба за владу в Трарзі. Спочатку Мухаммад II зазнав поразки, внаслідок чого втік до держави Галама у верхів'ях річки Сенегал. При цьому зазнав поранення в кісточку, отримавши внаслідок цього прізвисько Бу Кабе (Хвора кісточка).
1810 року Амар IV підписав з Чарльзом Вільямом Маквеллом, британським губернатором Сенегалу, угоду, за якою митні збори встановлювалися для кожного окремого судна. В наступні роки Мухаммад II з військом у 300 вершників напав на табір Амара IV, проте був відбитий. Війська останнього змусили Мухаммада II відступити до атлантичного узбережжя, але той уникнув там розгрому. Водночас Амар IV закликав Сіді-Алі I, еміра Бракни, прислати допомогу. Але її перехопив Мухаммад II, завдавши поразки. Проте 1816 або 1817 року у запеклій битві Амар IV завдав поразки Мухаммаду II, який втік до держави Волоф.
Разом з тим змінилася зовнішня ситуація: 1814 року Франція повернула собі Сен-Луї, а до 1816 року відновила вплив в долині Сенегалу. Це викликало невдоволення еміра Амара IV. У відповідь французький губернатор Жульєн-Дезіре Шмальц уклав союз з Ваало і Волофом, спрямований проти Трарзи. Також домовлено про відновлення на троні емірату Мухаммада II. Невдовзі на їх бік перейшов Мухаммад ад-Дін Рарабат, шейх племені ульд-аль-ладж.
У відповідь Амар IV уклав союз з Ахмеду I, еміром Бракни, й Біраном Ібраа Вааном, імамом Фута-Торо, вдершись у 1820 році до Ваало, яке було сплюндровано. 1821 року спробував повністю підкорити цю державу, витіснивши французів з Сенегалу. Втім зазнав поразки від французького загону й армії Ваало. 23 червня того ж року підписав з губернатором Луї-Жаном-Батистом де Лу Купе угоду, якою Франція визнавала Амара IV еміром. Той здобув права на зверхність над Ваало. Натомість обіцяв сприяти в наданні французьким колоністам угідь для розведення арахісу.
Разом з тим Амар IV, побоюючись намірів Франції, вирішив відновити союз з британським купцями, надавши право експорту каучуку через Порт Адді (Портлендік). У 1822 році емір наказав сину Брагіму Уаліду вбити небожа Мухаммад Фаля ульд Алі, якого підозрював у змові та союзі з французами. Це спричинило повстання на чолі з Алі ульд Шаркі — стриєчного брата Амара IV. У межі емірату вдерся Мухаммад II, який зібрав військо в Ваало на французькі гроші. У битві біля Тівервура Амар Iv зазнав поразки, а двоє його синів — Брагім Уалід і Алі Хамліх — загинули.
У результаті Амар IV зумів закріпитися на сході та півночі, діставши підтримку свого роду та клану ульд-даман. 1824 року відновив мирну угоду з Францією. У 1825 році продовжив перемовини, розраховуючи за підтримки французів повернути владу над півднем емірату, де став еміром Мухаммад II. В результаті було домовлено про торгівлю караванами через пустелю і визнання незалежності Ваало.
1827 році внаслідок однією з сутичок загинув емір Мухаммад II. Це дозволило Амару Iv повернути владу над усім еміратом. Але того ж року він сам помер. Трон спадкував його син Мухаммад III.